# Choloepodini
A Choloepodini az emlősök (Mammalia) osztályának a szőrös vendégízületesek (Pilosa) rendjébe, ezen belül a kétujjú lajhárfélék (Megalonychidae) családjába tartozó nemzetség.

## Rendszerezése
A nemzetségbe 1 élő és 3 fosszilis nem tartozik:
- †Acratocnina - alnemzetség
  - †Miocnus
  - †Acratocnus
  - †Synocnus
- Choloepodina - alnemzetség
  - Choloepus Illiger, 1811 – 2 faj